# Josef Tomeš
Josef Tomeš (* 18. ledna 1954 Praha) je český historik, encyklopedista a popularizátor historie. Zaměřuje se především na novodobé české dějiny.

## Život
Josef Tomeš je absolventem historie a filosofie na Filozofické fakultě Univerzity Karlovy, kde studoval v letech 1973–1978. Mezi lety 1978 a 1993 byl zaměstnancem Encyklopedického institutu ČSAV. Později pracoval jako šéfredaktor encyklopedické sekce nakladatelství Paseka (1997–2000) a od roku 2001 je zaměstnán v Masarykově ústavu AV ČR.
V jeho pracích převažují texty encyklopedického charakteru, monografie, statě v kolektivních monografiích a příspěvky v periodikách o osobnostech českých a československých dějin.
Působí v pořadu České televize Historie.cs. Vystupuje také na kulturních podvečerech (v divadle Kolowrat, Klubu techniků, Poslanecké sněmovně, Senátu v Praze), které pořádá Masarykovo demokratické hnutí.
Za vědecký výsledek Republika československá 1918–1939 udělila předsedkyně Akademie věd ČR prof. RNDr. Eva Zažímalová, CSc., v roce 2019 Josefu Tomešovi a kolegům Cenu Akademie věd ČR za mimořádné výsledky výzkumu, experimentálního vývoje a inovací, kterých bylo dosaženo při řešení výzkumných úkolů podporovaných AV ČR.
Josef Tomeš je též předsedou Masarykovy společnosti a Společnosti Viktora Dyka.

## Dílo (výběr)
- Nás bylo málo jen, než přišly tisíce...: Česká strana státoprávně pokroková (1908–1918). Academia, 2018. 412 s. ISBN 978-80-200-2894-5.
- Viktor Dyk a T. G. Masaryk: dvojí reflexe češství. 1. vyd. NLN, 2014. 203 s. ISBN 978-80-7106-309-4.
- Viktor Dyk a T. G. Masaryk: dvojí reflexe češství. 2., dopl. vyd. NLN, 2009. 209 s. ISBN 978-80-7422-379-2.
- Slovník k politickým dějinám Československa 1918–1992. Praha: Budka, 1994. 280 s. Slovník, sv. 2. ISBN 80-901549-2-1.
- Historie v čase zkoušky. Praha: Gnosis, 1992. 76 s. Gnosis, sv. 1. ISBN 80-85633-02-7.
- Libeňskou minulostí. [2., celkové přeprac. a rozš. vyd., 1. vyd. v nakl. Maroli]. Praha: Maroli, 2001. 130 s. ISBN 80-86453-05-7.

### Encyklopedické dílo
- TOMEŠ, Josef a kol. Český biografický slovník XX. století. I. díl, A–J. Praha: Paseka, 1999. 634 s. ISBN 80-7185-248-1.
- TOMEŠ, Josef a kol. Český biografický slovník XX. století. II. díl, K–P. Praha: Paseka, 1999. 649 s. ISBN 80-7185-248-1.
- TOMEŠ, Josef a kol. Český biografický slovník XX. století. III. díl, Q–Ž. Praha: Paseka, 1999. 587 s. ISBN 80-7185-248-1.
- TOMEŠ, Josef. Slovník k politickým dějinám Československa 1918–1992. Praha: Budka, 1994. 279 s. Slovník, sv. 2. ISBN 80-901549-2-1.
- TOMEŠ, Josef. Průkopníci a pokračovatelé: osobnosti v dějinách české sociální demokracie 1878–2005: biografický slovník. 2., rozš. vyd. Praha: Česká strana sociálně demokratická, 2005. 249 s. ISBN 80-239-7733-4.

### Stať v kolektivní monografii a ediční práce
- HÁJKOVÁ, Dagmar, ed. a HORÁK, Pavel, ed. Republika československá: 1918–1939. Praha: NLN, 2018. 1020 s. ISBN 978-80-7422-643-4. (Kapitola Druhá republika: od Mnichova k protektorátu, s. 927–946.)
- Historie jako vášeň i poslání: k životnímu jubileu historika Martina Kučery. Praha: Masarykův ústav a archiv AV ČR, 2018. 296 s. Ad honorem eruditorum, sv. 5. ISBN 978-80-87782-92-7. (Mezigenerační solitér: o životě, díle a konfesi docenta Martina Kučery, s. 7–15.)
- MACHOTKA, Pavel, ed. a TOMEŠ, Josef, ed. Pražské povstání 1945: svědectví protagonistů. 2. vyd. (Pražské povstání 1945 čtvrté vyd.). Praha: Ústav T. G. Masaryka, 2018. 213 s. ISBN 978-80-86142-99-9. (Kapitola Triumf a zklamání května 1945, s. 7–16.)
- ZÍDEK, Petr a kol. Budovatelé státu: příběhy osobností, které ovlivnily vznik Československa. Praha: Knižní klub, 2018. 317 s. Universum. ISBN 978-80-242-6230-7.
- KLÍMA, Vlastimil; KVAČEK, Robert, ed. a TOMEŠ, Josef, ed. Druhý odboj (1939–1945): svědectví a úvahy. Praha: Masarykův ústav a archiv AV ČR, 2017. 394 s. Ego: paměti, deníky, korespondence, sv. 11. ISBN 978-80-7422-494-2. (Gentleman české politiky, s. 362–374.)
- HAVELKA, Jiří; KVAČEK, Robert, ed. a TOMEŠ, Josef, ed. Dvojí život: vzpomínky protektorátního ministra. Praha: Masarykův ústav a Archiv AV ČR, 2015. 295 s. Ego: paměti, deníky, korespondence, sv. 5. ISBN 978-80-7422-357-0. (Triumf a zklamání května 1945.)
- MÁDLOVÁ, Vlasta, ed. a TOMEŠ, Josef, ed. Slavní i zapomenutí: čeští vědci a umělci 19. století v kresbách Maxe Švabinského a Arna Naumana. Praha: Academia, 2015. 167 s. ISBN 978-80-200-2532-6. (Karel Bořivoj Presl; Václav Svoboda).
- TOMEŠ, Josef, ed. a VAŠEK, Richard, ed. Historička československé demokracie: k životnímu jubileu Evy Broklové. Praha: Masarykův ústav a Archiv AV ČR, 2014. 229 s. Ad honorem eruditorum, sv. 1. ISBN 978-80-87782-22-4. (Navzdory nepřízni osudu: o životě, práci a díle historičky Evy Broklové, s. 7–14.)
- KLÍMA, Vlastimil et al. 1938: měli jsme kapitulovat? Praha: Masarykův ústav a Archiv AV ČR, 2012. 319 s. Ego: paměti, deníky, korespondence, sv. 1. ISBN 978-80-7422-150-7. (Zapomenutá osobnost české politiky, 289.)
- TOMEŠ, Josef a kol. Tváře našich parlamentů: 150 let parlamentarismu v českých zemích 1861–2011. Praha: NLN, Nakl. Lidové noviny, 2012. 647 s. ISBN 978-80-7422-190-3 [chybné: 978-80-7126-190-3]. (Medailony: Burešová Dagmar, Císař Čestmír, David Josef, Erban Evžen, Hajn Antonín, Jičínský Zdeněk, John Oldřich, Klaus Václav, Kučera Bohuslav, Kukrál Stanislav, Malypetr Jan, Meissner Alfred, Smrkovský Josef, Soukup František [s Jiřím Malínským], Stivín Josef, Tomášek František, Tusar Vlastimil, Tymeš František, Uhde Milan, Zápotocký Antonín.)
- TOMEŠ, Josef, ed. a VAŠEK, Richard, ed. Mnichov ve vzpomínkách pamětníků. Praha: Masarykův ústav a Archiv AV ČR, 2012. 187 s. ISBN 978-80-86495-87-3. (Neměli jsme kapitulovat! „Mnichovské“ paměti dr. Vlastimila Klímy, s. 21–38.)
- PAUKERTOVÁ-LEHAROVÁ, Libuše. Vnuci prezidenta T. G. Masaryka: Herbert a Leonard Revilliodovi a jejich zvláštní osudy. Středokluky: Zdeněk Susa, 2009. 137 s. ISBN 978-80-86057-58-3. (Smutný příběh Masarykových vnuků, s. 5–10.)
- TOMEŠ, Josef, ed. Ženy ve spektru civilizací: (k proměnám postavení žen ve vývoji lidské společnosti). Praha: Sociologické nakl., 2009. 70 s. ISBN 978-80-7419-009-4.
- RUBÍN, Jiří, ed. a TOMEŠ, Josef, ed. Emil Hácha: před 70 lety zvolen třetím prezidentem ČSR. Praha: Vérité, 2008. 149 s. ISBN 978-80-87129-12-8. (Osobnost Emila Háchy – skutečnost a symbol, s. 55–58; Spor o Emila Háchu, s. 103–105.)
- MASAŘÍK, Hubert a TOMEŠ, Josef, ed. V proměnách Evropy: paměti československého diplomata. Praha: Paseka, 2002. 387 s. ISBN 80-7185-530-8.
- MAŠÍNOVÁ, Zdena, TOMEŠ, Josef, ed. a MARTIN, Rudolf. Čtyři české osudy: tragický úděl rodiny Mašínovy. Praha: Paseka, 2001. 309 s. ISBN 80-7185-403-4.

ad.